# AXN
AXN是索尼影视电视創立的電視網，於1997年9月21日在日本Sky PerfecTV!平台啟播，AXN至今已於全世界不同的地區播放。AXN 24小時播放電視劇、電影、動畫、真實歷險和體育節目。
AXN亞洲區經營者原先為索尼影業旗下的SPE Networks亞洲有限公司（簡稱SPENA），現已售出予KC Global Media負責經營。台灣區經營者為「美商超躍有限公司台灣分公司」。
AXN台灣頻道的前身，為超級電視台於1996年12月開播的「超視二台」。
1997年，隨著索尼影業與超級電視台以互相投資的方式合作，超視二台先挪出夜間固定時段作為熱身時段《極度動感AXN》（後改名《AXN動感特區》），後轉型為AXN台灣頻道。1999年1月，緯來企業取得AXN台灣獨家代理權。
2004年1月1日，ANIMAX台灣頻道開播，AXN台灣頻道尚未播畢的動畫節目移往Animax台灣頻道繼續播出。
2005年1月1日，定頻於有線電視67頻道。
2017年12月20日，台灣地區啟用高畫質版本「AXN 台灣頻道 HD」，2018年1月4日，陸續在各有線電視系統商播出,2024年1月1日於三大有線電視上架,定頻69頻道

## 概述
AXN 頻道是亞洲首屈一指的動作及實境冒險頻道，以 18 至 39 歲的青年觀眾為主要對象，24小時全天候播放來自世界各地高收視電視影集、電影、實境冒險、動畫及 AXN亞洲原創節目。
於1997年開播，AXN頻道目前已經是國際知名頻道，並於全世界60個國家播放，其中包括拉丁美洲和歐洲。在亞洲，橫跨21 個亞洲國家的一億六百萬收視戶，共有一億四千八百萬觀眾群，其中約有五千萬的收視戶位於大中華地區。
2009年3月份，AXN也推出了HD高畫質頻道 （HD）。
AXN Asia於2020年出售給由索尼影視電視前高層安迪·凱普蘭（Andy Kaplan）與喬治·簡（George Chien）所創立的KC Global Media，該協議包含GEM TV ASIA、Animax Asia與ONE HD等頻道。
台灣行銷由徐樹翔統籌，《馬蓋先》VR體驗活動2016年在網路掀起熱烈討論。《亞洲達人秀》第三季於2019年2月7日（週四）晚間8:30全球首播，台灣嘻哈舞團MANIAC Family的亮眼表現，也被《蘋果日報》、《Yahoo奇摩新聞》、《中時電子報》與《NOWnews今日新聞》大篇幅報導。

## 播出節目

### 歐美影集

#### 台灣
- 未來總動員（英语：12 Monkeys (TV series)）
- 24反恐任務
- 24反恐任務：活過今晚（英语：24: Live Another Day）
- 少年間諜艾列克（英语：Alex Rider (TV series)）
- 雙面女間諜
- 貪婪玩家（英语：The Art of More）
- 我欲為人
- 諜海黑名單
- 警網急先鋒
- 黑道教皇（英语：The Borgias (2011 TV series)）
- 腦殘政客
- 駭客難設防（英语：Breaking In (TV series)）
- 捕風捉影
- 芝加哥烈焰
- 芝加哥律政
- 芝加哥醫情
- 宅男特務
- 全院警戒
- 戰地仁醫（英语：Combat Hospital）
- 妙探雙雄
- 驗屍官（英语：Coroner (TV series)）
- 跨國大追緝
- 犯罪心理：跨國救援
- 犯罪心理：疑犯動機
- CSI犯罪現場
- CSI：網路犯罪／CSI犯罪現場：網路犯罪
- CSI犯罪現場：邁阿密
- CSI犯罪現場：紐約
- CSI犯罪現場：賭城
- 宵禁（英语：Curfew (TV series)）
- 金權遊戲
- 末世黑天使
- 聖城掘密（英语：Dig (TV series)）
- 美女上錯身
- 重生女神醫（英语：Doc (2025 TV series)）
- 傲骨女律師（英语：Elsbeth (TV series)）
- 肯恩醫生煩不煩
- 新聞超感應
- 大家都愛雷蒙
- 末日決戰
- 夢幻島（英语：Fantasy Island (2021 TV series)）
- 聯邦調查局FBI
- 聯邦調查局：國際刑警
- 聯邦調查局：頭號通緝
- 黑色豪門企業
- 通靈良醫（英语：A Gifted Man）
- 失婚自助大全（英语：Girlfriends' Guide to Divorce）
- 雙面人魔
- 檀島警騎2.0
- 通靈神探（英语：Haunted (TV series)）
- 超異能英雄
- 謀殺入門課
- 警犬妙探：哈德遜與雷克斯（英语：Hudson & Rex）
- 探案第六感追緝令
- 貞愛好孕到
- 時空旅人（英语：Journeyman (TV series)）
- 星際獵殺
- 洛杉磯戰警（英语：L.A.'s Finest）
- 慾望之都（英语：Las Vegas (TV series)）
- 核艦風雲
- 法網遊龍犯罪實錄：梅內德斯兄弟殺人案（英语：Law & Order True Crime）
- 偷天任務
- 林肯萊姆：追捕骨頭收藏家
- Lost檔案
- 馬蓋先
- 國務卿女士
- 職場四少（英语：Men at Work (TV series)）
- 超級英雄
- 下一站，天后
- 重返犯罪現場
- 重返犯罪現場：夏威夷（英语：NCIS: Hawaiʻi）
- 重返犯罪現場：LA／重返犯罪現場：洛杉磯
- 重返犯罪現場：起源（英语：NCIS: Origins）
- 重返犯罪現場：雪梨（英语：NCIS: Sydney）
- 辣媽當關
- 夜班急診室
- 超感複製人（英语：Now and Again）
- 私家偵探（英语：Private Eyes (TV series)）
- 蝶影行動
- 贖金任務（英语：Ransom (TV series)）
- 赤眼危機（英语：Red Eye (British TV series)）
- 紅番血路／紅路（英语：The Red Road (TV series)）
- 雙生情謎
- 菜鳥警察大叔（英语：The Rookie (TV series)）
- 菜鳥探員大姐（英语：The Rookie: Feds）
- 菜鳥警察
- 反恐特警組
- 性福沒滿
- 海豹突擊隊
- 大偵探福爾摩斯／新世紀福爾摩斯[a]
- 盲女偵探（英语：Sight Unseen (TV series)）
- 國務風雲
- 超自然檔案
- 即刻救援（英语：Taken (2016 TV series)）
- 少年狼
- 魔鬼終結者之莎拉·康納戰紀
- 噬血真愛
- 烈火戰車
- 醜女大翻身
- 記憶神探
- 天機密語（英语：The Whispers (TV series)）
- 第二春
- 熱血菜鳥護士（英语：Nurses (Canadian TV series)）

#### 亞洲（香港）
- 12猴子（英语：12 Monkeys (TV series)）
- 少年間諜亞歷斯（英语：Alex Rider (TV series)）
- 特務A
- 叛諜黑名單
- 執法尊家
- 吃腦外星人
- 捕風捉影
- 芝加哥烈火群英
- 芝加哥警署
- 童年末日（英语：Childhood's End (miniseries)）
- 妙探雙雄
- 驗屍官（英语：Coroner (TV series)）
- 心理追兇：跨越國界
- 心理追兇：疑犯動機
- CSI犯罪現場
- CSI犯罪現場：罪案網戰
- CSI犯罪現場：邁阿密
- CSI犯罪現場：紐約
- CSI滅罪鑑證科：賭城篇
- 宵禁（英语：Curfew (TV series)）
- 代理警長
- 千古掘密（英语：Dig (TV series)）
- 重生醫生（英语：Doc (2025 TV series)）
- 打貪妙探（英语：Elsbeth (TV series)）
- 天外突攻
- 聯邦調查局FBI
- 聯邦調查局：國際刑警
- 聯邦調查局：頭號通緝
- 沉默的羔羊前傳
- H50型警
- 英雄
- 哈德遜與華斯（英语：Hudson & Rex）
- 本能
- 掃興者
- 洛杉磯戰警（英语：L.A.'s Finest）
- 林肯萊姆：追捕骨頭收藏家
- 玉面飛龍
- 海狼特警：夏威夷篇（英语：NCIS: Hawaiʻi）
- 海狼特警：洛杉磯篇
- 海狼特警：起源（英语：NCIS: Origins）
- 海狼特警：悉尼篇（英语：NCIS: Sydney）
- 新紮護士（英语：Nurses (Canadian TV series)）
- 紅眼航班（英语：Red Eye (British TV series)）
- 紅番血路（英语：The Red Road (TV series)）
- 中年新手警察（英语：The Rookie (TV series)）
- 中年新手FBI（英语：The Rookie: Feds）
- 新手警察
- 特警雄風
- 海豹特擊隊
- 福爾摩斯新世紀
- 看不見的罪案（英语：Sight Unseen (TV series)）
- 烈火戰車
- 臥底潛行
- 超自然檔案
- 即刻救援（英语：Taken (2016 TV series)）
- 記憶神探
- 勇士（英语：Valor (TV series)）

### 動畫
- 《白領羽球部》
- 《火影忍者》
- 《排球少年》
- 《JoJo的奇妙冒險》
- 《侍魂》
- 《超人學園》
- 《雙星之陰陽師》
- 《紅色疾風》
- 《.hack//SIGN》
- 《.hack//黃昏的腕輪傳說》
- 《驚爆危機》
- 《犬夜叉 完結篇 》
- 《犬夜叉 劇場版 1 跨越時代的思念》
- 《犬夜叉 劇場版 2 鏡中的夢幻城》
- 《金田一少年事件簿R》
- 《餓狼傳說》
- 《餓狼傳說 不死傳說》
- 《聖石小子》
- 《鋼之鍊金術師》
- 《工作細胞》
- 《七大罪》
- 《暗殺教室》
- 《頭文字D》
- 《魔導少年》
- 《惡魔奶爸》
- 《獵人(新版)》
- 《烈火之炎》
- 《黑貓》
- 《數碼寶貝》
- 《亂馬1/2》
- 《神劍闖江湖》
- 《夢幻遊戲》
- 《CLAMP學園偵探團》
- 《天使怪盜》
- 《神風怪盜》
- 《通靈王》
- 《王牌投手 振臂高揮》
- 《忍空》
- 《幽遊白書》
- 《偵探學園Q》
- 《GS美神》
- 《VR快打5》
- 《三隻眼》
- 《艾儷兒》
- 《非常偶像Key》
- 《秋葉原電腦組》
- 《天才小魚郎》
- 《快傑蒸汽偵探團》
- 《影技》
- 《戰艦女高手》
- 《雙鎗神嬌》
- 《警花逮捕令》
- 《警花逮捕令 第二季》
- 《魔法寶石》
- 《變身席格那》
- 《神雕俠侶》
- 《櫻花大戰》
- 《灌籃高手》
- 《新戀愛白書》
- 《暗殺教室》
- 《莎拉公主》
- 《捍衛者》

### 實境
| - 美國達人秀 - 極限體能王：美國版 - 極限體能王：正面交鋒 - 亚洲达人秀 - 英國達人秀 - 鬼影見證人 - 美國好聲音 - 百战铁人王 - 金氏世界瘋狂全紀錄 - 驚險全記錄 - 101杯具淘汰法 | - 美國忍者王 - 全英一叮 | - 亞洲達人秀（全3季） - 驚險大挑戰亞洲版（全5季） - 尋味台灣趣 - 找死俱樂部（電視電影） - 我的金牌家鄉 - 樟之細路的祕密（紀錄片） - 不如海邊吹吹風 （台劇） - 男公館 台劇 |  |

## 歷年LOGO
| LOGO | 使用期間                     |
| ---- | ---------------------------- |
|      | 1997年9月21日至2015年9月23日 |
|      | 2015年9月24日至今            |

## 外部連結
- AXN（页面存档备份，存于）（英文）
- AXN亞洲（页面存档备份，存于）（英文）
- AXN印度（页面存档备份，存于）（英文）
- AXN台灣（页面存档备份，存于）（繁體中文）
  - AXN台灣節目表
  - AXN Taiwan的Facebook專頁
  - AXN Taiwan的Instagram帳戶
  - YouTube上的AXN TW頻道
- AXN日本（页面存档备份，存于）（日語）
- AXN韓國（页面存档备份，存于）